# Espagne au Concours Eurovision de la chanson 2011
L'Espagne a participé au Concours Eurovision de la chanson 2011 à Düsseldorf en Allemagne.

## Procédure de sélection

### Éliminatoire 1 (28 janvier 2011)
| Tirage | Artiste       | Chanson (artiste)                                  | Résultat                      |
| ------ | ------------- | -------------------------------------------------- | ----------------------------- |
| 1      | David Sancho  | "Estando contigo" (Conchita Bautista)              | Qualification par le télévote |
| 2      | Roima Durán   | "Wild Dances" (Ruslana)                            | Élimination par le jury       |
| 3      | Da Igual      | "Bailar pegados" (Sergio Dalma)                    | Qualification par le jury     |
| 4      | Lucía Pérez   | "Non ho l'età" (Gigliola Cinquetti)                | Qualification par le télévote |
| 5      | Auryn         | "Fly on the Wings of Love" (Olsen Brothers)        | Qualification par le télévote |
| 6      | Las Miranda   | "Ding-A-Dong" (Teach-In)                           | Élimination par le jury       |
| 7      | Sunami        | "Gwendolyne" (Julio Iglesias)                      | Élimination par le jury       |
| 8      | Gio           | "Satellite" (Lena) / "La, la, la" (Massiel) medley | Qualification par le jury     |
| 9      | Guadiana      | "Ne partez pas sans moi" (Céline Dion)             | Non qualifié                  |
| 10     | María López   | "Vuelve conmigo" (Anabel Conde)                    | Non qualifié                  |
| 11     | Baltanás      | "Fairytale" (Alexander Rybak)                      | Non qualifié                  |
| 12     | Paula Marengo | "Tu te reconnaîtras" (Anne-Marie David)            | Élimination par le jury       |

Artistes invités : Soraya Arnelas, Pitingo and Albert Hammond.

### Éliminatoire 2 (4 février 2011)
| Tirage | Artiste           | Chanson (artiste)                              | Résultat                      |
| ------ | ----------------- | ---------------------------------------------- | ----------------------------- |
| 1      | Pau Quero         | "A-Ba-Ni-Bi" (Izhar Cohen and Alphabeta)       | Élimination par le jury       |
| 2      | Lorena Rosales    | "My Number One" (Helena Paparizou)             | Non qualifié                  |
| 3      | Don Johnson's     | "Yo soy aquél" (Raphael)                       | Qualification par le jury     |
| 4      | Sergi Albert      | "Hold Me Now" (Johnny Logan)                   | Non qualifié                  |
| 5      | Mónica Guech      | "Believe" (Dima Bilan)                         | Qualification par le jury     |
| 6      | Alazán            | "Bandido" (Azúcar Moreno)                      | Élimination par le jury       |
| 7      | Sebas             | "Molitva" (Marija Šerifović)                   | Qualification par le télévote |
| 8      | Melissa           | "Après toi" (Vicky Leandros)                   | Qualification par le télévote |
| 9      | Sometimes         | "Waterloo" (ABBA)                              | Élimination par le jury       |
| 10     | Valeria Antonella | "Save Your Kisses for Me" (Brotherhood of Man) | Élimination par le jury       |
| 11     | We                | "Enséñame a cantar" (Micky)                    | Non qualifié                  |
| 12     | Esmeralda Grao    | "Nacida para amar" (Nina)                      | Qualification par le télévote |

Artistes invités : Malú, David Civera et Merche.

### Demi-finale (11 février 2011)
| Tirage | Artiste        | Chanson (artiste) | Résultat |
| ------ | -------------- | ----------------- | -------- |
|        | Auryn          |                   |          |
|        | Da Igual       |                   |          |
|        | David Sancho   |                   |          |
|        | Gio            |                   |          |
|        | Lucía Pérez    |                   |          |
|        | Don Johnson's  |                   |          |
|        | Esmeralda Grao |                   |          |
|        | Melissa        |                   |          |
|        | Mónica Guech   |                   |          |
|        | Sebas          |                   |          |

### Finale
| Chansons                      | Paroles(l) / Musique (m)                                                            |
| ----------------------------- | ----------------------------------------------------------------------------------- |
| "Abrázate a mi corazón"       | Antonio Sánchez-Ohlsson, Thomas G:son (m & l)                                       |
| "Away"                        | Primoz Poglajen, Jonas Gladnikoff, Camilla Gottschalck, Christina Schilling (m & l) |
| "Backwards Learning"          | Jonas Gladnikoff, Camilla Gottschalck, Christina Schilling (m & l)                  |
| "C'est la vie! It's alright!" | W&M, Nestor Geli, Susie Päivärinta, Per Andersson, Mats Lindberg (m & l)            |
| "Diamonds"                    | Nestor Geli, Susie Päivärinta, Pär Lönn (m & l)                                     |
| "Evangeline"                  | Kjell Jennstig (m & l), Dejan Belgrenius (m & l), Christin Molin (l)                |
| "Eos"                         | Jesús Cañadilla, Alejandro de Pinedo (m & l)                                        |
| "Eres tan cool"               | Jesús Cañadilla, Alejandro de Pinedo (m & l)                                        |
| "Eres todo lo que quiero"     | Mikel Herzog (m & l), Alberto Estébanez (m)                                         |
| "Golden Cadillac"             | Kjell Jennstig (m), Gerard James Borg (l), Leif Goldkuhl (l)                        |
| "Llueve"                      | Juán Guillén (m & l)                                                                |
| "Música"                      | Vanessa Serrano (m & l)                                                             |
| "Only break my heart?"        | Rafael Artesero Herrero (m & l)                                                     |
| "Peligroso"                   | William Luque (l), Domingo Sánchez (m)                                              |
| "Sospechas"                   | Gustavo Castañeda (m), Yapci Cruz (m), Yolanda Ortiz (l)                            |
| "Sueño y sueñas"              | Pedro Romeo (m), Amaya Martínez (l)                                                 |
| "Teasing you"                 | Rafael Artesero Herrero (m & l)                                                     |
| "The sun will shine"          | Rafael de Alba (m & l)                                                              |
| "Tic, Tac"                    | Rocío Romero Grau (m & l)                                                           |
| "Weeping for joy "            | Rafael Artesero Herrero (m & l)                                                     |

## À l'Eurovision
L'Espagne participe à la finale du Concours Eurovision de la chanson 2011, le 14 mai 2011.